# USS Missouri (BB-11)
«Миссури (BB-11)» (англ. USS Missouri (BB-11)) — второй эскадренный броненосец типа «Мэн». Он стал 11-м броненосцем 1-го ранга в составе ВМФ США. Эскадренный броненосец «Миссури», был первым кораблем названным в честь 24-го штата.
Киль корабля был заложен 7 февраля 1900 Newport News Shipbuilding & Drydock Company в Ньюпорт-Ньюсе, штат Вирджиния. «Миссури (BB-11)» был спущен на воду 28 декабря 1901 года, крестной матерью корабля была мисс Эдсон Фессенден Галлодет, дочь сенатора США от штата Миссури Фрэнсиса Мариона Кокрелла. Корабль ввели в эксплуатацию и передали флоту 1 декабря 1903, командиром судна был назначен капитан Уильям С. Коульз.

## Первая мировая война
После вступления Соединенных Штатов в Первую мировую войну, «Миссури» был повторно введен в эксплуатацию 23 апреля 1917 и присоединился к Атлантическому Флоту в Йорктауне. Использовался в качестве учебного судна в Чесапикском заливе. 26 августа контр-адмирал Хью Родман снял с «Миссури» свой флаг командующего вторым соединением Атлантического Флота. После этого корабль продолжил службу выполняя учебные круизы с курсантами на борту. На «Миссури» прошли обучение артиллерийскому делу тысячи матросов ВМС США. Корабль выполнял дипломатические миссии и обеспечивал сопровождение и охрану торговых судов.

## Завершение службы
После Перемирия линкор выполнял роль военного транспорта, отплыв из Норфолка 18 февраля 1919. Совершил четыре похода в Брест, перевезя 3278 американских солдат в США. 8 сентября 1922 года «Миссури» был списан на Филадельфийской военной верфи . В соответствии с Вашингтонcким Военно-морским Соглашением, ограничивающим военно-морские вооружения, корабль был продан на слом 26 января 1922 г.